# Фольга-Перша
Фольга-Перша (пол. Folga Pierwsza) — село в Польщі, у гміні Водзіслав Єнджейовського повіту Свентокшиського воєводства.
Населення — 60 осіб (2011).
У 1975-1998 роках село належало до Келецького воєводства.

## Демографія
Демографічна структура на день 31 березня 2011 року:
|          | Загалом | Допрацездатний вік | Працездатний вік | Постпрацездатний вік |
| -------- | ------- | ------------------ | ---------------- | -------------------- |
| Чоловіки | 34      | 11                 | 19               | 4                    |
| Жінки    | 26      | 4                  | 17               | 5                    |
| Разом    | 60      | 15                 | 36               | 9                    |